# Logan County (Illinois)
Das Logan County ist ein County im US-amerikanischen Bundesstaat Illinois. Im Jahr 2010 hatte das County 30.305 Einwohner und eine Bevölkerungsdichte von 18,9 Einwohnern pro Quadratkilometer. Der Verwaltungssitz (County Seat) ist Lincoln.

## Geografie
Das County liegt im nördlichen Zentrum von Illinois, ca. 55 km nördlich von Springfield, der Hauptstadt von Illinois. Es hat eine Fläche von 1603 Quadratkilometern, wovon zwei Quadratkilometer Wasserfläche sind. An das Logan County grenzen folgende Nachbarcountys:
| Mason County  | Tazewell County | McLean County |
| Menard County | Kompass         | DeWitt County |
|               | Sangamon County | Macon County  |

## Geschichte
Das Logan County wurde am 15. Februar 1839 aus Teilen des Sangamon-, Tazewell-, McLean- und DeWitt County gebildet. Benannt wurde es nach John A. Logan, einem Abgeordneten im Repräsentantenhaus von Illinois des 19. Jahrhunderts. Logan County war zudem die Heimat des späteren US-Präsidenten Abraham Lincoln, nach dem auch die Stadt Lincoln benannt wurde.

### Territoriale Entwicklung

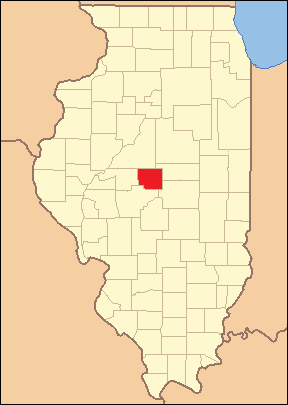
Das Logan County von seiner Gründung im Jahr 1839 bis 1841
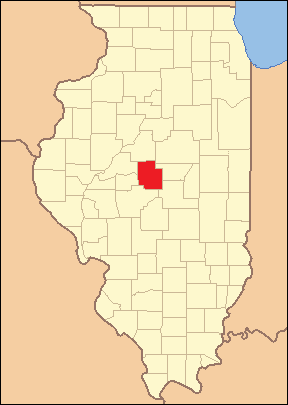
1841 bis 1845
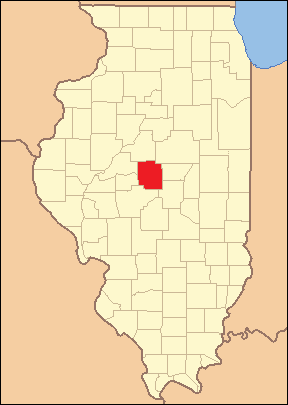
1845 bis heute

## Demografische Daten
Nach der Volkszählung im Jahr 2010 lebten im Logan County 30.305 Menschen in 10.992 Haushalten. Die Bevölkerungsdichte betrug 18,9 Einwohner pro Quadratkilometer. In den 10.992 Haushalten lebten statistisch je 2,25 Personen.
Ethnisch betrachtet setzte sich die Bevölkerung zusammen aus 89,8 Prozent Weißen, 7,9 Prozent Afroamerikanern, 0,3 Prozent amerikanischen Ureinwohnern, 0,7 Prozent Asiaten sowie aus anderen ethnischen Gruppen; 1,2 Prozent stammten von zwei oder mehr Ethnien ab. Unabhängig von der ethnischen Zugehörigkeit waren 3,1 Prozent der Bevölkerung spanischer oder lateinamerikanischer Abstammung.
19,7 Prozent der Bevölkerung waren unter 18 Jahre alt, 64,5 Prozent waren zwischen 18 und 64 und 15,8 Prozent waren 65 Jahre oder älter. 49,2 Prozent der Bevölkerung war weiblich.
Das jährliche Durchschnittseinkommen eines Haushalts lag bei 48.714 USD. Das Pro-Kopf-Einkommen betrug 22.136 USD. 11,1 Prozent der Einwohner lebten unterhalb der Armutsgrenze.

## Ortschaften im Logan County
Citys
- Atlanta
- Lincoln
- Mount Pulaski

Villages
| - Broadwell - Elkhart - Emden - Hartsburg | - Latham - Middletown - New Holland - San Jose 1 |

Census-designated places (CDP)
- Beason
- Chestnut
- Cornland

Andere Unincorporated Communities
| - Bell - Burtonview - Chestervale - Croft 2 - Evans | - Fogarty - Harness - Lake Fork - Lawndale - Lucas | - Mount Fulcher - Mountjoy - Narita - Skelton - Union |

## Gliederung
Das Logan County ist in 17 Townships eingeteilt:
| Township              | Einwohner (2010) | FIPS     |
| --------------------- | ---------------- | -------- |
| Aetna Township        | 0535             | 17-00360 |
| Atlanta Township      | 1926             | 17-02765 |
| Broadwell Township    | 3549             | 17-08485 |
| Chester Township      | 0669             | 17-13126 |
| Corwin Township       | 0643             | 17-16496 |
| East Lincoln Township | 8813             | 17-21982 |
| Elkhart Township      | 0511             | 17-23282 |
| Eminence Township     | 0421             | 17-24049 |
| Hurlbut Township      | 0305             | 17-36789 |

| Township               | Einwohner (2010) | FIPS     |
| ---------------------- | ---------------- | -------- |
| Laenna Township        | 0584             | 17-40624 |
| Lake Fork Township     | 0154             | 17-41144 |
| Mount Pulaski Township | 2100             | 17-51141 |
| Oran Township          | 0378             | 17-56289 |
| Orvil Township         | 1068             | 17-56705 |
| Prairie Creek Township | 0487             | 17-61574 |
| Sheridan Township      | 0477             | 17-69290 |
| West Lincoln Township  | 7685             | 17-80593 |
|                        |                  |          |

| Townships im Logan County |
| ------------------------- |
|                           |